# Azuré grenadin
Cupido lorquinii
Espèce
L’Azuré grenadin (Cupido lorquinii) est une espèce de lépidoptères (papillons) de la famille des Lycaenidae et de la sous-famille des Polyommatinae, présente dans la péninsule Ibérique et en Afrique du Nord.

## Systématique
L'espèce Cupido lorquinii a été décrite par l'entomologiste allemand Gottlieb August Wilhelm Herrich-Schäffer en 1851 sous le nom initial de Lycaena lorquinii.
Elle est étroitement apparentée à Cupido minimus (espèce à large répartition paléarctique) et à Cupido carswelli (endémique du Sud-Est de l'Espagne, proche de l'aire de répartition de C. lorquinii). Les relations de parenté exactes entre ces trois taxons sont encore à élucider.

## Noms vernaculaires
- en français : l’Azuré grenadin
- en anglais : Lorquin's Blue
- en espagnol : Duende Azul

## Description
L'imago de l’Azuré grenadin est un très petit papillon qui présente un dimorphisme sexuel : le dessus du mâle est bleu violet foncé bordé d'une bande foncée, celui de la femelle est marron foncé.
Le revers est beige pâle, suffusé de bleu, orné de lignes de tout petits points noirs.

## Biologie
Univoltin, l'Azuré grenadin vole en une génération d'avril à juillet, parfois avec une deuxième génération partielle (Espagne), dès février dans l'Anti-Atlas marocain. L'hibernation a lieu au stade nymphal.
La plante hôte de la larve est Anthyllis vulneraria. Les chenilles sont soignées par les fourmis Tapinoma nigerrinum et Plagiolepsis pygmaea. 

## Distribution et biotopes
Il est présent en Afrique du Nord et dans le Sud de l'Espagne et du Portugal.
Son habitat est constitué de terrains rocailleux arides et broussailleux.

## Protection
En Espagne, la collecte de cette espèce est interdite, comme pour tous les insectes.